# 浦項鋼園球場
浦项鋼園球場（韓語：포항 스틸야드）是韩国慶尚北道浦項市的唯一一座专业足球场。也是K联赛浦項製鐵足球俱樂部的主场。该场馆是韩国足球史上第一座由足球隊建设的專用足球場。球場于1990年竣工，11月1日开始使用，共有18960个座位，最多可容纳25,000名观众。

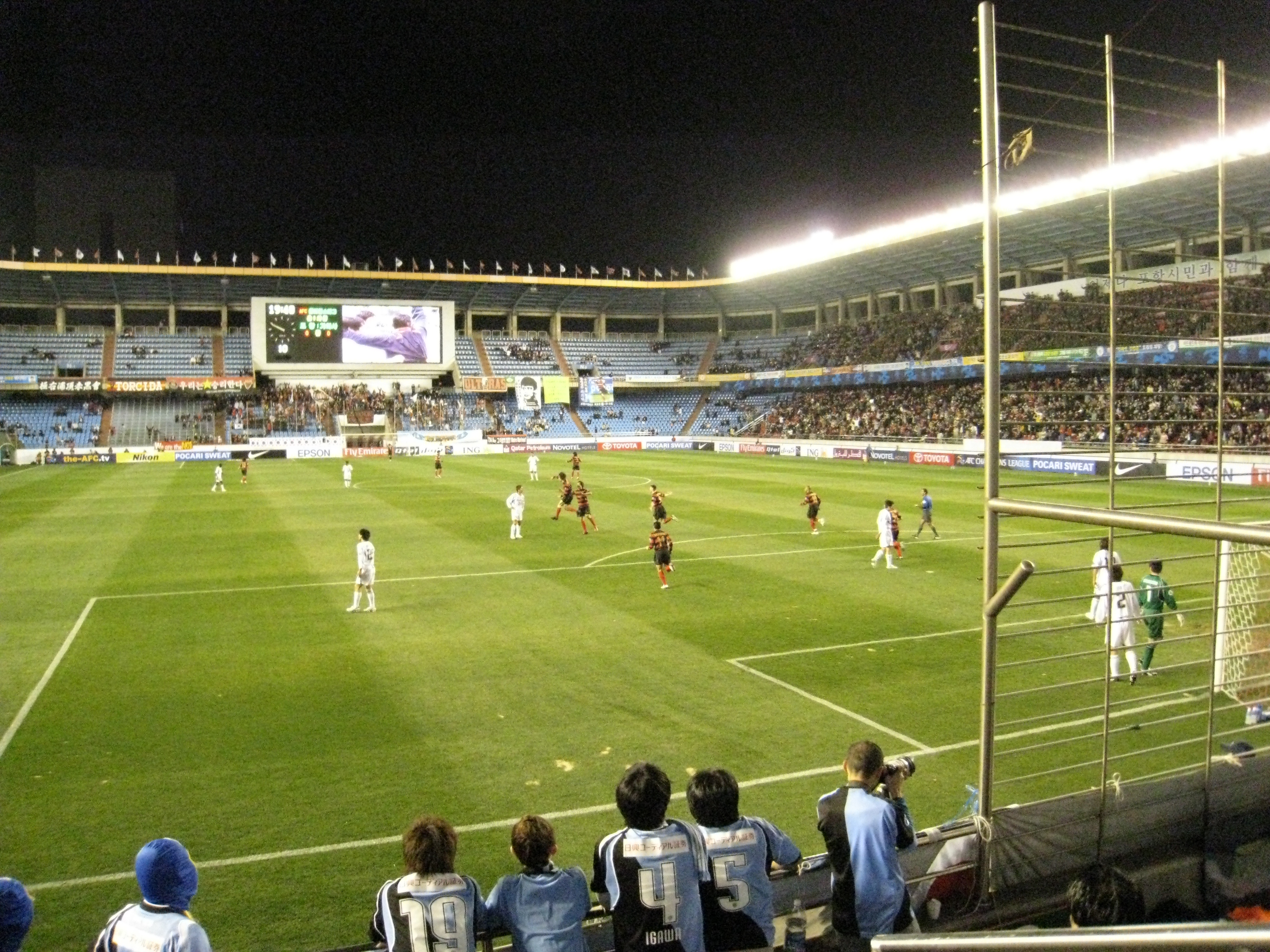
09ACL 浦項VS川崎
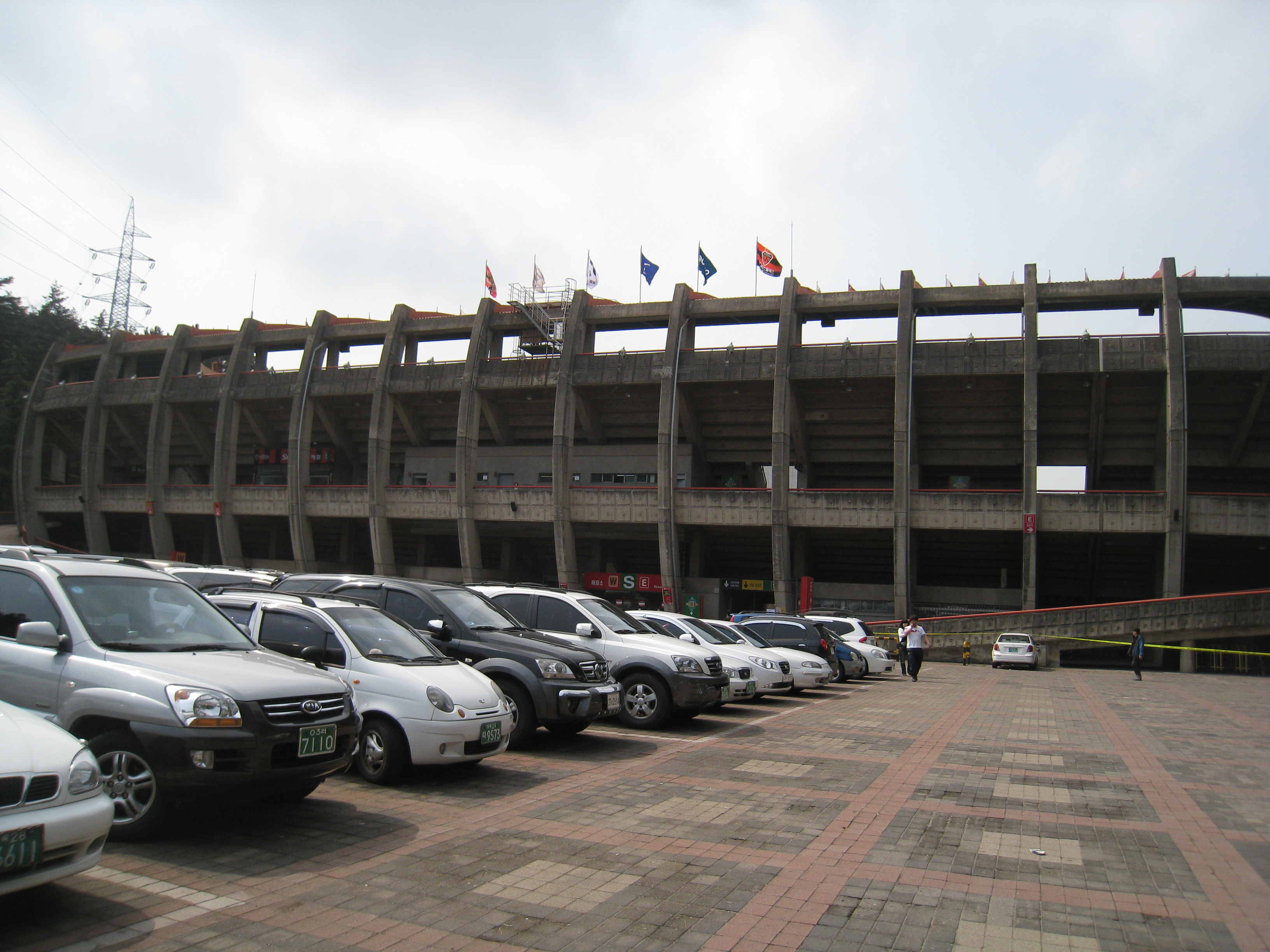
球场外観
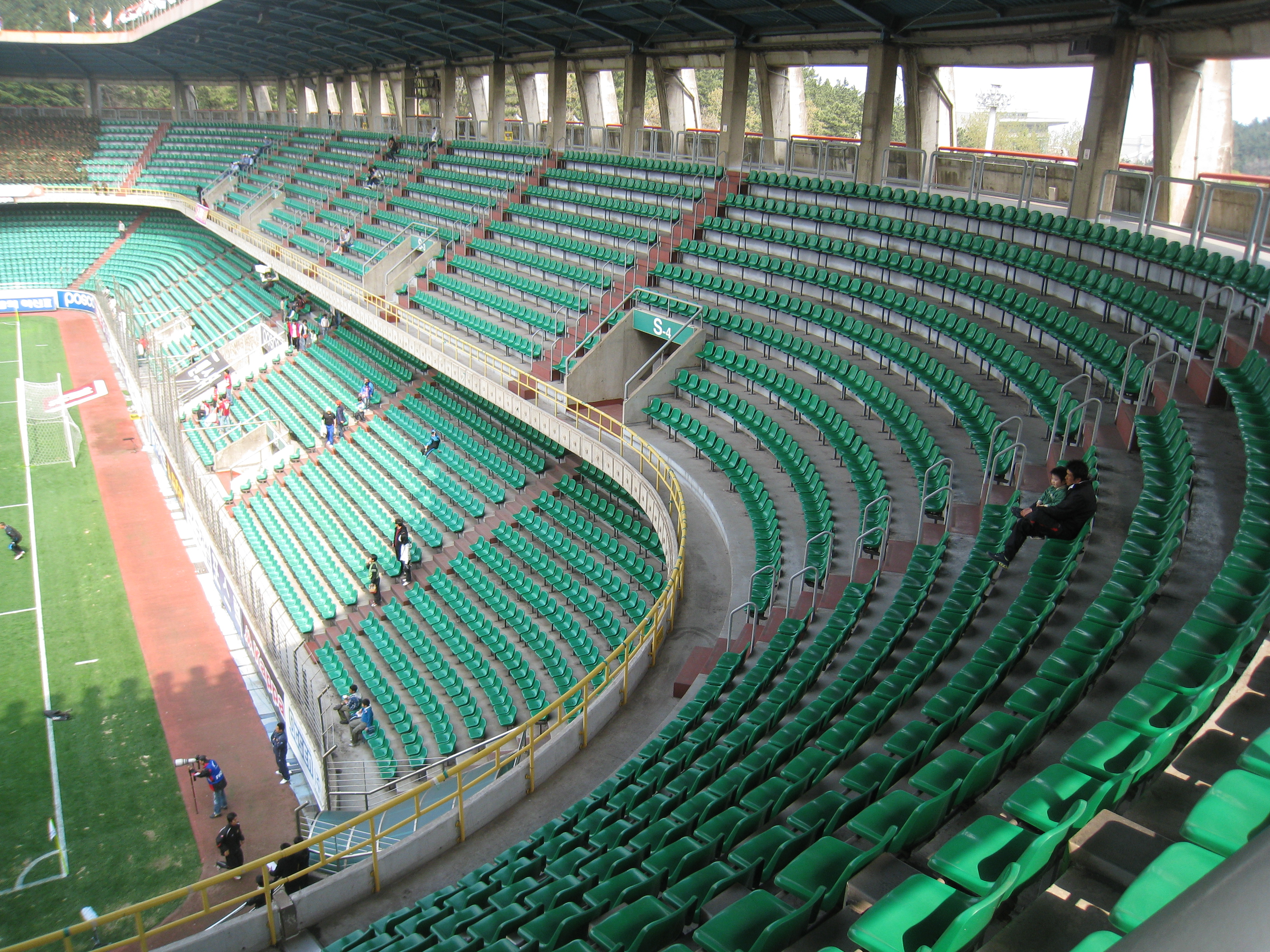
球场内部
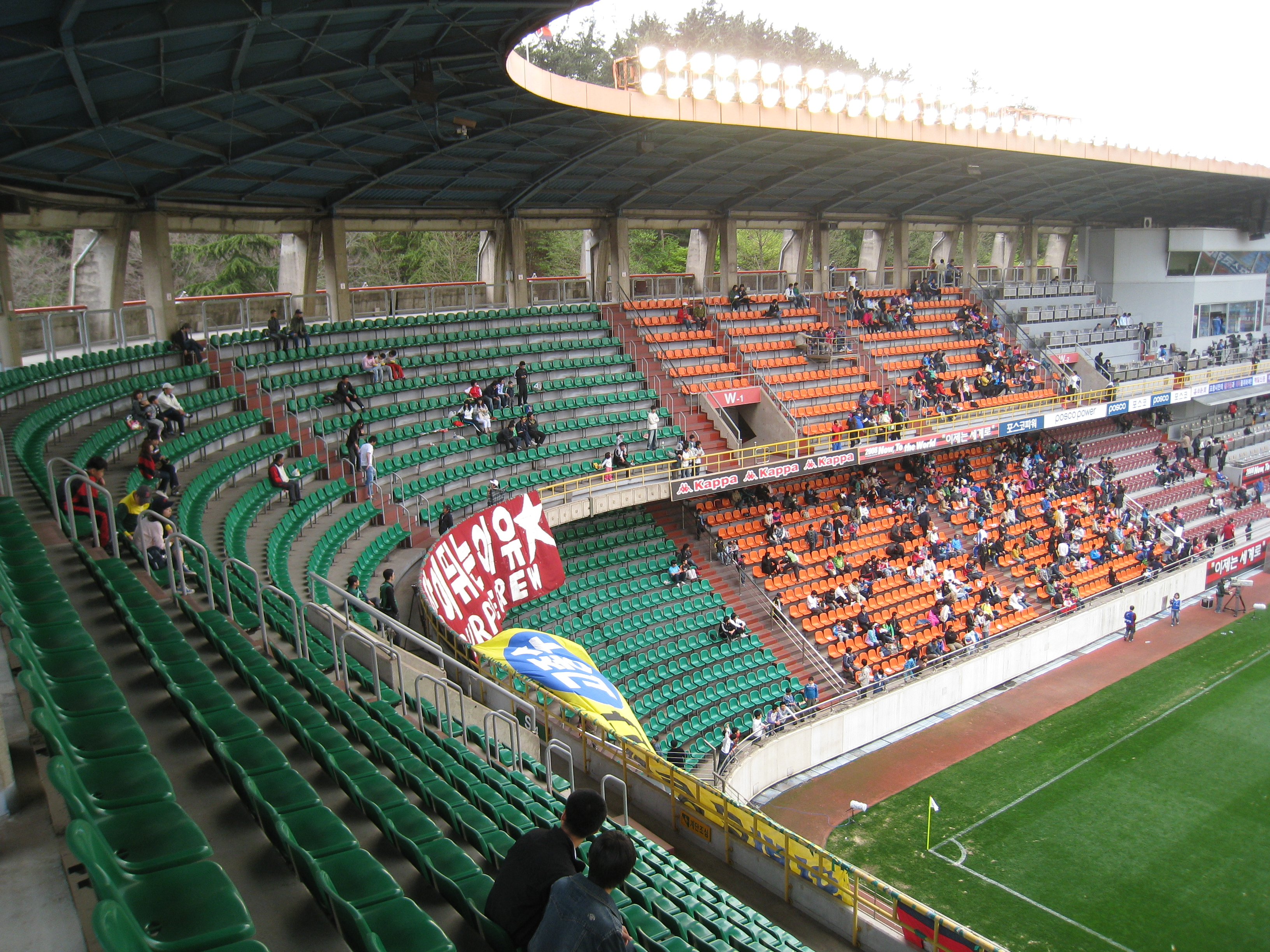
球场内部
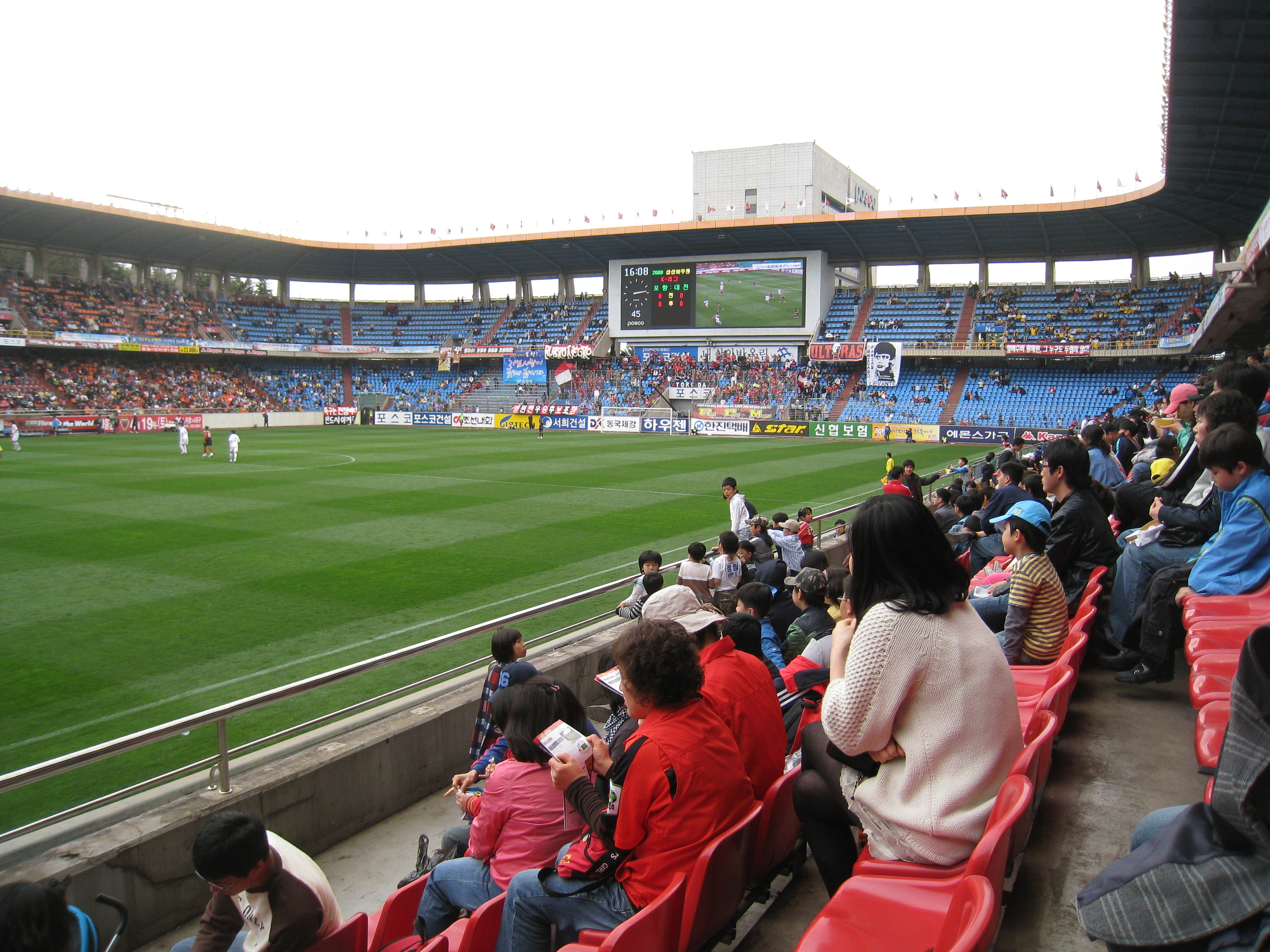
球场内部